# Copacabana Palace
Pour les articles homonymes, voir Copacabana Palace (homonymie) et Copacabana (homonymie).
Le Belmond Copacabana Palace est un célèbre palace de prestige « style années 1930 », construit en 1923 à Rio de Janeiro au Brésil et situé face à l'océan Atlantique sur la célèbre plage de Copacabana, l'une des plus célèbres plages de la planète, longue de 4,5 km.

## Historique
Le palace est construit en 1923 sur Avenida Atlântica (l'avenue Atlantique) par la famille Guinle, qui fait appel à l'architecte français Joseph Gire.
Mistinguett est la vedette du grand bal d’ouverture du palace, en 1923.
Ce palace est l’un des plus luxueux de Rio de Janeiro et de toute l'Amérique du Sud. Stefan Zweig dit de l'établissement que « la vue est tellement belle qu'on a aucune envie d'aller se coucher ». L'hôtel a été élu en 2009 meilleur hôtel d'Amérique du Sud par le World Travel Award.
Il est géré depuis 1989 par les Hôtels Orient-Express, devenu Belmond.
En 2020, pendant la pandémie de Covid-19, l’hôtel est fermé pour la première fois depuis son ouverture.

## Célébrités
Parmi les clients célèbres on compte notamment : Walt Disney, Marlene Dietrich, Ginger Rogers, Maurice Chevalier, Brigitte Bardot, Jayne Mansfield, Paul McCartney, Janis Joplin, Madonna, Mick Jagger, la princesse Diana, Carla Bruni, Halle Berry, Justin Bieber ou encore Miley Cyrus[réf. souhaitée].
La chanteuse de bossa nova Dóris Monteiro a commencé sa carrière sur la scène de cet hôtel, avant d'y revenir pour le tournage du film de Steno.
Au début des années 2020 rouvre le théâtre de l'hôtel, après une trentaine d'années de fermeture : s'y sont notamment produits Ella Fitzgerald, Marlene Dietrich, Ray Charles, Sacha Distel ou encore Joséphine Baker.

## Caractéristiques

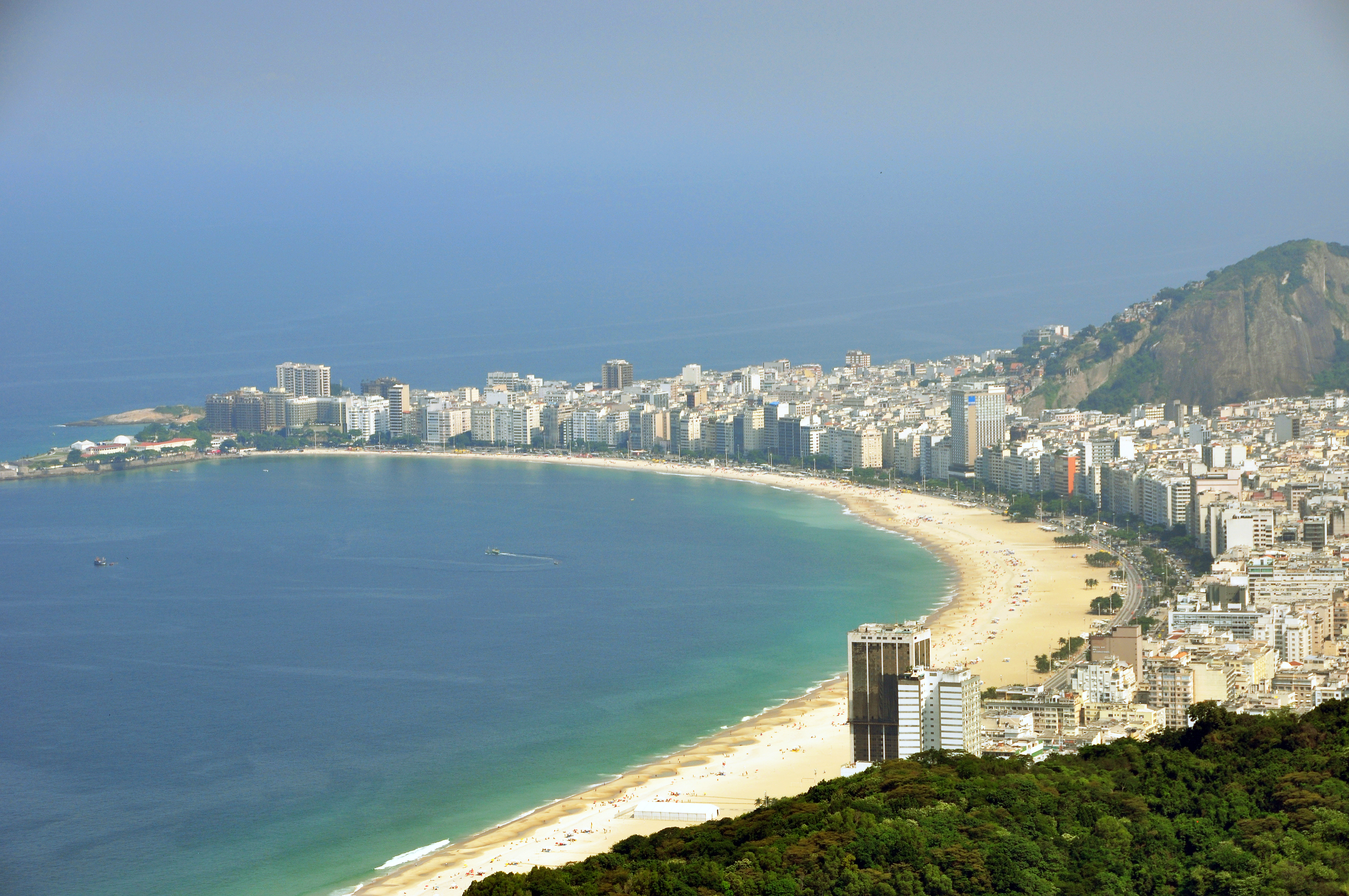
Plage de Copacabana.

- 100 chambres et 126 suites sur 11 étages dont la plupart avec vue sur la plage et sur l'océan.
- 2 restaurants : le Cipriani (gastronomique italien) et le Pergula près de la piscine.
- 1 bar : Copacobana Piano Bar (pub de style anglais).
- 3 étages consacrés à la beauté avec 7 salles de soins, spa, solarium, salle de sports, centre de Fitness, salon de relaxation et boutique.
- Agence de voyages, location de voitures, blanchisserie, etc.
- 1 piscine découverte semi-olympique.
- Surf, motomarine, pêche sous-marine, golf, beach-volley, etc.
- Accès direct à la plage de Copacabana.
- Des courts de tennis sur le toit.
- 3 salles de bal de 800 hôtes.
- 1 casino.